# The Grass Roots
The Grass Roots was een Amerikaanse rockband die tussen 1965 en 1975 regelmatig in de hitparade stond. De band was oorspronkelijk de creatie van Lou Adler en het songschrijversduo P.F. Sloan en Steve Barri. In hun carrière behaalden ze twee gouden albums, twee gouden singles en 21 hitsingles in de Billboard Hot 100. Met hun hitsingles haalden ze drie keer de Top 10, zes keer de Top 20 en veertien keer de Top 40. Ze hebben wereldwijd meer dan 20 miljoen platen verkocht.
Tot zijn dood in 2011 bleef het vroege lid Rob Grill en een nieuwere bezetting van de Grass Roots elk jaar vele liveoptredens spelen. In 2012 had de band geen oorspronkelijke bandleden, maar een door Grill persoonlijk gekozen bezetting die de erfenis van de band voortzette met landelijke liveoptredens.

## Bezetting
- Creed Bratton (gitaar)
- Warren Entner[4] (gitaar)
- Robert 'Rob' Grill (bas)
- Rick Coonce  (drums)

## Geschiedenis

### De oprichtingsjaren
De naam Grass Roots ontstond medio 1965 als de naam van een bandproject van het songwriter- en producentenduo P.F. Sloan en Steve Barri. Sloan en Barri hadden verschillende nummers geschreven in een poging van hun platenmaatschappij Dunhill Records (eigendom van Lou Adler) om geld te verdienen aan de ontluikende folkrockbeweging. Een van deze nummers was Where Were You When I Needed You, dat werd opgenomen door Sloan en Barri. Sloan verzorgde de leadzang en speelde gitaar, Larry Knechtel speelde keyboards, Joe Osborn speelde bas en Bones Howe speelde drums. Het nummer werd uitgebracht onder de naam The Grass Roots en als demo naar verschillende radiostations in de San Francisco Bay Area gestuurd.
Toen er matige belangstelling voor deze nieuwe band ontstond, gingen Sloan en Barri op zoek naar een band die de naam Grass Roots zou kunnen opnemen. Ze vonden er een in The Bedouins, een band uit San Francisco die een Battle of the Bands won op een Teenage Fair in San Mateo. Een nieuwe versie van Where Were You When I Needed You met zanger Willie Fulton van die band (later een vroeg lid van Tower of Power) werd opgenomen.
Eind 1965 kregen de Grass Roots hun eerste officiële airplay op radiostations in Zuid-Californië, zoals KGB (AM) in San Diego en KHJ in Los Angeles, met een versie van het nummer Mr. Jones (Ballad of a Thin Man) van Bob Dylan.
Gedurende enkele maanden verscheen de band als de eerste echte Grass Roots. Ze werden gebruikt door Dunhill Records als achtergrondband van The Mamas and the Papas en Barry McGuire en werden de huisband in de nachtclub The Trip in Hollywood. De samenwerking met Sloan en Barri werd verbroken toen de band meer ruimte eiste voor hun eigen meer op bluesrock georiënteerde materiaal (dat Dunhill hen niet wilde geven). Willie Fulton (zang, gitaar), Denny Ellis (gitaar, achtergrondzang) en David Stensen (bas, achtergrondzang) gingen terug naar San Francisco en drummer Joel Larson bleef als enige in Los Angeles (hij keerde later terug bij de band in 1971). Fulton, Ellis en Stensen bleven optreden als The Grass Roots, met de oorspronkelijke Bedouins-drummer Bill Shoppe, totdat Dunhill hen beval te stoppen, omdat ze hadden besloten om helemaal opnieuw te beginnen met een andere band die ze zouden voorbereiden om The Grass Roots te worden. Ondertussen bereikte de tweede versie van Where Were You When I Needed You medio 1966 een piek in de Top 40, terwijl een album met dezelfde naam slecht verkocht.
Nog steeds op zoek naar een band om hun materiaal op te nemen en te promoten met liveconcerten, boden Sloan en Barri in 1966 de in Wisconsin gevestigde band The Robbs (voor wie ze wat vroeg materiaal produceerden) een kans om de identiteit van The Grass Roots aan te nemen, maar de band weigerde.

### De succesvolle jaren
De derde en verreweg de meest succesvolle incarnatie van de band werd uiteindelijk gevonden in de band The 13th Floor uit Los Angeles (niet te verwarren met de The 13th Floor Elevators). Deze band bestond uit Creed Bratton (zang, gitaar), Rick Coonce (drums, percussie), Warren Entner (zang, gitaar, keyboards) en Kenny Fukomoto (zang, bas) en was pas een jaar eerder geformeerd. Entner, die samen met toekomstige Doors-leden Jim Morrison en Ray Manzarek een filmschool aan de UCLA had gevolgd, zwierf in de zomer van 1965 op straathoeken zingend en spelend door Europa, toen hij de Amerikaanse mede-straatartiest Creed Bratton ontmoette in Israël, waar een Israëlische zakenman interesse toonde in het managen en promoten van beiden. Maar het duo ging individueel verder en belandde in 1966 weer in Los Angeles, waar ze de 13th Floor formeerden en een demotape aanboden bij Dunhill Records. Nadat Fukomoto was opgeroepen voor het leger, onderging de band twee wijzigingen, voordat het label zanger Rob Grill vond en aanstelde; volgens P.F. Sloan had deze namelijk een stem die hij als een perfecte glijbaan beschouwde om zijn liedjes op een meer commercieel toegankelijke manier over te brengen dan Sloan met zijn eigen zang kon. Grill speelde alleen gitaar, maar moest snel de beginselen van de bas leren om die vacature in de bezetting te vullen. In 1967 kreeg de band de keuze om met hun eigen naam te gaan of om een naam aan te nemen die al landelijk bekend was.
In het begin waren ze een van de vele Amerikaanse gitaarpop/rockbands, maar met de hulp van Barri en hun andere producenten ontwikkelden ze een uniek geluid, waarvoor ze evenveel putten uit Britse beat als soulmuziek, rhythm-and-blues en folkrock. Veel van hun opnamen hadden een blazerssectie, wat in die tijd een noviteit was onder Amerikaanse rockbands, met bands als Chicago die zich net ontwikkelden.
Het grootste deel van het materiaal van de band werd nog steeds geschreven door medewerkers van Dunhill Records (niet alleen Sloan en Barri) en de studiomuzikanten uit Los Angeles die deel uitmaakten van wat bekend werd als The Wrecking Crew speelden de muziek op de meeste, zo niet alle van hun hits. The Grass Roots nam op hun albums en de B-kantjes van veel hitsingles ook nummers op die waren geschreven door de muzikanten van de band zelf.
Als The Grass Roots hadden ze hun eerste Top 10-hit in de zomer van 1967 met Let's Live for Today, een Engelstalige coverversie van Piangi con me, een hit uit 1966 van het Anglo-Italiaanse kwartet The Rokes. Let's Live for Today verkocht meer dan een miljoen exemplaren en werd bekroond met een gouden schijf. Met Rob Grill als leadzanger namen ze een derde versie van Where Were You When I Needed You op. De band bleef de volgende vijf jaar (1967-1972) op dezelfde manier doorgaan.
The Grass Roots speelden op de Fantasy Fair and Magic Mountain Music Festival op zondag 11 juni 1967 in de Summer of Love, terwijl Let's Live for Today  op nummer 15 stond.
Eind 1967 nam de band het album Feelings op, dat een veel zwaardere inbreng in de songwriting en het spel van de bandleden zelf bevatte. Maar het gebrek aan verkopen moedigde Barri aan de teugels weer volledig in handen te nemen toen hij de band in een meer r&b, met hoorns geaccentueerde richting begon te sturen. Tegen die tijd had Sloan zijn betrokkenheid bij de band afgebouwd en verhuisde hij naar New York om een solocarrière na te streven.
Op zondag 27 oktober 1968 speelden de Grass Roots op het San Francisco Pop Festival toen hun hit Midnight Confessions (hun eerste plaat met blazers en met Carol Kaye op de eerste baslijn) piekte op nummer 5. Daarna speelden ze op het Los Angeles Pop Festival en het Miami Pop Festival in december 1968.
Creed Bratton raakte gefrustreerd door de weigering van Dunhill Records om de band zijn eigen liedjes te laten schrijven en de instrumenten op zijn platen te laten spelen (hoewel de leden wel alleen speelden bij concerten). Na een rampzalig optreden in het Fillmore West in april 1969, werd een licht dronken Bratton gevraagd de band te verlaten. Hij werd vervangen door Dennis Provisor op keyboards en zang en leadgitarist Terry Furlong (1969-1971) werd ook binnengehaald om een kwintet te vormen. Dit was de eerste van vele bezettingswijzigingen voor deze versie van de band.
Volgens Rob Grill wees de band Don't Pull Your Love en Love Grows (Where My Rosemary Goes) af, de laatste vermoedelijk omdat een van de leden een vriendin had die Rosemary heette. Beide nummers werden vaste nummers die ze live uitvoerden en later werden opgenomen op hun livealbum The Grass Roots - Live At Last uit 2000.
The Grass Roots, met hun nieuwe leden, speelden op het Newport Pop Festival 1969 in Devonshire Downs, dat destijds een renbaan was, maar nu deel uitmaakt van de North Campus voor de California State University in Northridge. De band speelde op zondag 22 juni 1969, een week voordat hun hit I'd Wait A Million Years de Hot 100 bereikte. In Canada speelden ze op het Vancouver Pop Festival in het Paradise Valley Resort in British Columbia in augustus 1969.
In 1971 was Furlong gestopt met toeren met de band om een solocarrière na te streven, maar zou de rest van de tijd van de band bij Dunhill blijven bijdragen aan platen. Zijn tournee-vervanger was Brian Naughton, die in 1972 vertrok. Begin 1972 was ook drummer Rick Coonce verdwenen en de nieuwe leden Joe Pollard (drums, percussie) en een andere gitarist genaamd Terry (achternaam onbekend) sloten zich aan. Terry werd al snel vervangen door Reed Kailing (zang, gitaar). Drummer Pollard en toetsenist Dennis Provisor vertrokken kort daarna om als duo verder te gaan (hoewel Provisor op het album Move Along uit 1972 stond) en werden vervangen door een terugkerende Rick Coonce en toetsenist Virgil Weber (ex-Hamilton, Joe Frank & Reynolds en Climax). Coonce was slechts een korte periode terug voordat hij weer vertrok en de drumkruk overdroeg aan het oorspronkelijke lid Joel Larson. Zangers Rob Grill en Warren Entner bleven in deze jaren het aandachtspunt.
Begin 1974 hadden de Grass Roots Dunhill (nu ABC Records) verlaten en Kailing, Weber en oud-lid Entner (later een succesvolle manager bij bands als Rage Against the Machine en Quiet Riot) gingen verder, terwijl voormalige leden Terry Furlong en Dennis Provisor terugkeerden naar de band. Furlong vertrok medio 1974 definitief om te worden opgevolgd door Gene Barkin en vervolgens door Reggie Knighton. De resulterende band bestond uit Grill, Larson, Provisor en Knighton. Dennis Lambert en Brian Potter, die de hit Two Divided By Love (1971) van de band hadden geschreven, nodigden de band uit om zich bij hun label Haven Records aan te sluiten, waar ze in 1975 het gelijknamige album The Grass Roots uitbrachten, met de single Mamacita, die zich plaatste op nummer 71 in de Billboard Hot 100. Vervolgsingles kwamen niet in de hitlijsten.

### Latere jaren

#### 1976-1981
Hun single Out In The Open uit 1976 bleek hun zwanenzang bij Haven Records te zijn. Knighton vertrok in 1976 en Alan Deane nam het over, gevolgd door gitarist Glen Shulfer in 1977. ABC Records bracht in 1976 het laatste Greatest Hits-pakket ABC Collection van de band uit. Eind 1977 besloot Grill een pauze te nemen van het optreden en nam later het album 14 Greats op bij Gusto Records met hem en Provisor. Dit album uit 1978 bestond uit heropnamen van hun hits.
De band, nog steeds gemanaged en geboekt door Grill (die de naam van de band bezat), ging eind 1977 verder met toeren met Larson, Mark Miller (zang, gitaar) en Brian Carlyss (bas, achtergrondzang), samen met Lonnie Price (leadzang, keyboards) en Randy Ruff (orgel, achtergrondzang) voor tourneeconcerten en tv-optredens tot november 1978. Larson kreeg toen gezelschap van de nieuwe spelers Scott Hoyt (zang, gitaar), David Nagy (zang, bas) en Gene Wall (keyboards). Nagy en Larson vertrokken in 1979 en werden vervangen door een terugkerende Carlyss en Reagan McKinley (drums, percussie).
Tijdens deze periode verscheen de band bij het HBO-televisiespecial 60's Rock Scrapbook, gefilmd in het Magic Mountain-pretpark in Valencia, Californië in oktober 1979, waarbij Grill en Dennis Provisor speciale optredens maakten.
Grill lanceerde een solocarrière in 1979 (bijgestaan op zijn soloalbum Uprooted door Lindsey Buckingham, Mick Fleetwood en John McVie van Fleetwood Mac op het nummer Rock Sugar). Grill toerde als solo-act als headliner voor Fleetwood Mac's Tusk Tour in 1979-1980 met een band onder leiding van gitarist Rick Alexander.
Toen in 1980 de belangstelling voor bands uit de jaren 1960 weer begon toe te nemen, nam Grill (samen met Provisor, Shulfer en nieuwe spelers Steve Berendt (bas) en Luke Meurett (drums) de naam Grass Roots weer aan en toerde door de Verenigde Staten en Japan. Gitarist Miller keerde terug om in 1981 meer concerten te spelen met de band.

#### 1982-1993
In 1982 besloot Grill verder te gaan met een gloednieuwe bezetting, bestaande uit ervaren sessiespelers. Het waren Terry Oubre (gitaar, achtergrondzang), Charles Judge (keyboards, synthesizers, achtergrondzang) en Ralph Gilmore (drums, percussie, achtergrondzang). Toetsenist Bob Luna kwam medio 1982 erbij om in te vallen voor Judge op data waarop hij niet beschikbaar was. Datzelfde jaar bracht de nieuwe band Powers of the Night uit bij MCA Records. Dit zou tot nu toe het laatste album met nieuw materiaal zijn dat door The Grass Roots werd uitgebracht.
Later in 1982 gaven The Grass Roots een Independence Day-concert in de National Mall in Washington D.C., wat een groot publiek trok en destijds een record vestigde (meer dan een half miljoen mensen) voor een openluchtconcert voor een enkele muzikale act. In april 1983 verbood James G. Watt, minister van Binnenlandse Zaken van president Ronald Reagan, echter Independence Day-concerten in de Mall door dergelijke bands.
Nadat Powers of the Night niet veel aandacht trok, gingen Grill en de band door met toeren in 1984. Dave Rodgers (keyboards, achtergrondzang) verving Charles Judge en nadat Terry Oubre en Ralph Gilmore waren vertrokken, haalde Grill de twee extra nieuwe spelers George Spellman (gitaren, achtergrondzang) en Coy Fuller (drums, percussie) en gingen in de zomer van 1984 op tournee door Europa. Volgens Grill was er ook de country-single St. Somewhere, opgenomen in Nashville met dezelfde bezetting, die echter nooit werd uitgebracht.
Tegen het einde van 1984 was Grill teruggekeerd naar de Verenigde Staten en toerde met weer een nieuwe Grass Roots-band, waaronder Dusty Hanvey (gitaar, achtergrondzang), Larry Nelson (keyboards, synthesizers, achtergrondzang) en David Page (drums, percussie). De eerste show van deze bezetting was in Okinawa.
Vanaf dit punt zouden Grill en de band zich concentreren op het nostalgisch circuit uit de jaren 1960, te beginnen met de Happy Together 85 Tour met andere bands uit de jaren 1960, zoals The Turtles, The Buckinghams en Gary Lewis & the Playboys.
In 1986 verscheen een ander optreden met The Monkees, Gary Puckett en Herman's Hermits. Ze werden in deze show vergezeld door bassist Mark Clarke (ex-Uriah Heep en Rainbow) en een blazerssectie, en ondersteunden ook The Monkees en Gary Puckett tijdens hun optredens.
Hanvey en Nelson bleven The Monkees steunen voor hun tournee in 1987, terwijl de Grass Roots zich bij Classic Superfest voegden, waar ook Herman's Hermits, Mark Lindsay en The Byrds van Gene Clark te horen waren. Voor deze tournee speelde Mark Tamorsky gitaar en speelde Michael Lewis (al snel vervangen door Robbie Barker) op keyboards. Terry Danauer werd op dit moment ook op bas toegevoegd. Maar in oktober 1987 waren Hanvey en Nelson terug met Grill en Joe Dougherty verving in 1989 David Page op drums.
In 1991 bracht Rhino Records een dubbel-cd anthologie uit van de band.
Mike Stec kwam in 1992-1993 voor Danauer op bas, voordat Grill de bas weer overnam. Vanaf hier was de bezetting van de band stabiel.

#### 1994-2011
Op 16 januari 1999 maakten de voormalige Grass Roots-leden Joel Larson, Virgil Weber en Creed Bratton, samen met Paul Downing op zang en leadgitaar (van Herman's Hermits & The Standells), Justin Chats op zang, keyboards en saxofoon, Dan Schwartz op bas en David Olson op achtergrondzang, deel uit van een 35th Anniversary Celebration in de Whisky a Go Go in Los Angeles. Ze deelden het podium met Johnny Rivers, Nancy Sinatra, de Robby Krieger Band en Drake Levin en Phil Volk van Paul Revere & the Raiders.
In 2000 bracht Grill het Grass Roots live concertalbum Live at Last uit, dat in 2001 werd gevolgd door het album Symphonic Hits met een symfonisch kwartet.
Tijdens de jaren 2000 hadden de stamleden van de band beschikbare vervangers. Voormalig Outsiders-zanger Sonny Geraci kwam voor Grill in de eerste helft van 2002, Scott Sechman verving Hanvey in 1998, Chris Merrell verving Hanvey op verschillende data in 2000-2006, terwijl Hal Ratliff kwam in de plaats van Nelson toen deze vanaf 2000 andere verplichtingen had.
In 2008 bracht Grill het tweede live-concertalbum Live Gold uit en haalde eerder datzelfde jaar Mark Dawson (zang, bas) om in te vallen wanneer hij afwezig was.
Tijdens de zomers van 2010 en 2011 hadden The Grass Roots zware tourneeschema's door de Verenigde Staten, zowel alleen als als onderdeel van de Happy Together: 25th Anniversary Tour, samen met Flo & Eddie/The Turtles, Mark Lindsay, The Buckinghams, en Monkees-lid Micky Dolenz. Grill leidde de band het huidige millennium in als de enige eigenaar van Grass Roots en trad op met de band tot aan zijn dood.

#### 2012-heden
In 2012 maakte de band opnieuw deel uit van de Happy Together Tour en de huidige band van Dawson, Dougherty, Hanvey en Nelson bleef door het hele land toeren, vaak samen met andere klassieke rockbands als John Kay en Steppenwolf, Tommy James & The Shondells, The Shondells, The Buckinghams en Herman's Hermits met Peter Noone in de hoofdrol.
Creed Bratton verwees naar zijn tijd met de Grass Roots in de aflevering Booze Cruise (in seizoen twee) van The Office in de verwijderde scènes op dvd.
In 2015 sloten ze zich opnieuw aan bij The Turtles, The Association, Mark Lindsay, The Buckinghams en The Cowsills voor de Happy Together Tour van dat jaar.
In december 2015 bracht de American Pop Music Hall of Fame hun inductees als volgt uit: Barbra Streisand, The Grass Roots, Barry Manilow, Neil Sedaka, The Association, Dion, The Lettermen, Paul Revere & the Raiders, The Temptations en Three Dog Night.
In 2016 maakten de Grass Roots deel uit van de Flower Power Cruise met Peter Asher, Blood, Sweat & Tears, Felix Cavaliere, Micky Dolenz, The Guess Who, Peter Noone, Jefferson Starship, Mark Lindsay, Gary Puckett & The Union Gap, The Turtles en Christian Nesmith. Vanaf de tweede helft van de jaren 2010 treden de Grass Roots op in Amerikaanse resorts en casino's.

## Overlijden
Op 11 juli 2011 overleed Rob Grill op 67-jarige leeftijd, na een meerdere weken durende coma, aan de gevolgen van een beroerte. Voorheen was al de vroegere drummer Rick Coonce op 25 februari van hetzelfde jaar overleden aan hartfalen.

## Discografie

### Singles
- 1965: Mr. Jones (A Ballad of a Thin Man)
- 1966: Only When You're Lonely
- 1966: Tip of My Tongue
- 1966: Where Were You When I Needed You
- 1967: Let's Live for Today
- 1967: Things I Should Have Said
- 1967: Wake Up, Wake Up
- 1968: Bella Linda
- 1968: Feelings
- 1968: Melody for You
- 1968: Midnight Confessions
- 1969: Heaven Knows
- 1969: I'd Wait a Million Years
- 1969: Lovin' Things
- 1969: The River Is Wide
- 1970: Baby Hold On
- 1970: Come On and Say It
- 1970: Temptation Eyes
- 1970: Walking Through the Country
- 1971: Sooner or Later
- 1971: Two Divided by Love
- 1972: Anyway the Wind Blows
- 1972: Glory Bound
- 1972: The Runway
- 1973: Love Is What You Make It
- 1973: We Can't Dance to Your Music
- 1973: Where There's Smoke There's Fire
- 1974: Stealin' Love (In the Night)
- 1975: Mamacita
- 1976: Naked Man
- 1976: Out in the Open (met Rob Grill)
- 1982: She Don't Know Me

### Albums
- 1966: Where Were You When I Needed You
- 1967: Let's Live for Today
- 1968: Feelings
- 1969: Lovin' Things
- 1969: Leaving It All Behind
- 1972: Move Along
- 1973: Alotta Mileage
- 1975: The Grass Roots
- 1982: Powers of the Night

Live-albums
- 1985: Happy Together Tour 1985 (met The Turtles, Gary Lewis & the Playboys en The Buckinghams)
- 1988: California Dreamin' Live (met The Mamas and the Papas)
- 2000: Live at Last

### Compilaties
- 1968: Golden Grass: Their Greatest Hits
- 1970: More Golden Grass
- 1971: Their 16 Greatest Hits
- 1976: The ABC Collection
- 1976: Pop Chronik (2 lp's)
- 1977: The Story of Pop
- 1978: 14 Greats
- 1978: Best of the Grass Roots
- 1985: Temptation Eyes
- 1985: 14 Greatest Hits
- 1987: Greatest Hits Volume One
- 1987: Greatest Hits Volume Two
- 1988: Songs of Other Times (met P.F. Sloan)
- 1988: Greatest Hits
- 1989: Vintage Gold (mini-album)
- 1989: Vintage Gold II (mini-album)
- 1991: Anthology: 1965–1975 (2 cd's)
- 1993: A Retrospective
- 1996: All Time Greatest Hits
- 2001: Symphonic Hits
- 2001: The Best of the Grass Roots: 20th Century Masters: The Millennium Collection
- 2007: Midnight Confessions
- 2014: The Complete Original Dunhill/ABC Hit Singles